# Leuenkopf
Der Leuenkopf ist ein 1830 Meter hoher Berg im Bregenzerwaldgebirge, der sich auf der Gemeindegrenze zwischen den beiden österreichischen Gemeinden Dornbirn (Bezirk Dornbirn) und Mellau im Bregenzerwald (Bezirk Bregenz) befindet. Der Gipfel des Berges ist zu Fuß gut erreichbar und gehört zum Dornbirner First, einer Bergkette, die an klaren Tagen noch von Friedrichshafen aus gut erkennbar ist.

## Name
Der Name „Leue“ (Leu) bezeichnet im alemannischen/vorarlbergerischen die Lawine. Von diesem exponierten Gipfel geht im Winter eine erhebliche Lawinengefahr aus, die jedoch kein im Winter dauerhaft besiedeltes Gebiet betrifft.

## Lage
Der Leuenkopf ist etwa 600 m Luftlinie nordöstlich der Mörzelspitze (1830 m ü. A.) und etwa 1500 m südwestlich vom Goselarkopf (1791 m ü. A.).
Auf der flacheren Südostseite des Leuenkopfs (nach Mellau) befindet sich etwa 1000 m Luftlinie entfernt die Unterguntenstallalpe (etwa 1298 m ü. A.). Auf der steileren, nordwestlichen Seite (Dornbirn) des Leuenkopfs ist etwa 1400 m Luftlinie entfernt die Laubachalpe auf etwa 1184 m ü. A. situiert.
Gut erreichbar sind alle Alpen vom Bergdorf Ebnit aus sowie aus dem zu Mellau gehörenden und unter Naturschutz stehenden Mellental. Etwas weiter südöstlich befindet sich der höchste Berg auf Dornbirner Gemeindegebiet, die Sünser Spitze sowie der markante Hohe Freschen.